# Matthew Goode
Pour les articles homonymes, voir Goode.
Matthew Goode est un acteur britannique né le 3 avril 1978 à Exeter, dans le comté de Devon, en Angleterre.
Après avoir tenu plusieurs seconds rôles dans de nombreux téléfilms, il est révélé au cinéma grâce à son rôle de Tom Hewitt dans le film Match Point du réalisateur Woody Allen, en 2002. Néanmoins, c'est dans de nombreuses séries à succès comme The Good Wife (2014), Downton Abbey (2016) et enfin The Crown (2018) qu'il obtiendra une certaine popularité médiatique.
À partir de la décennie 2020, il gagne en renommée et tient dès lors des rôles principaux dans de plus grosses productions comme The King's Man : Première Mission de Matthew Vaughn, ou encore la mini-série The Offer autour de la genèse de la trilogie cinématographique Le Parrain diffusée sur Paramount+. Il joue alors le rôle de Robert Evans.

## Biographie
Il est le plus jeune enfant d'une famille recomposée de cinq enfants. Il étudie le théâtre à l'université de Birmingham ainsi qu'à l'Académie Webber Douglas d'art dramatique à Londres.
Il commence sa carrière dans des séries et téléfilms, avant d'obtenir son premier rôle au cinéma dans Al Sur de Granada en 2002. Parallèlement à sa carrière télévisuelle, il tourne pour le cinéma, devenant l'un des personnages principaux de Match Point, de Woody Allen et incarne le rôle principal de Brideshead Revisited.
En 2009, il prête ses traits au personnage de Adrian Veidt, alias Ozymandias dans le film Watchmen : Les Gardiens et partage la vedette avec Colin Firth dans A Single Man, première réalisation du styliste Tom Ford.
L'année suivante, dans la comédie Donne-moi ta main, il incarne un aubergiste irlandais cynique et bourru qui s'adoucit à la venue d'une jeune américaine (Amy Adams), venue demander en mariage son petit ami. Puis, il tourne sous la direction de Ricky Gervais dans Cemetery Junction.
En 2014 il intègre le casting de la série The Good Wife au cours de la 5e saison. Il quitte la série lors de la fin de la saison 6. De même qu'il est invité en 2014 dans la série Downton Abbey, et qu'il devient un acteur principal de la distribution lors de la dernière saison, qui s'achève en décembre 2015. En 2017, il incarne Antony Armstrong-Jones, futur mari de la princesse Margaret du Royaume-Uni, dans la saison 2 de la série The Crown.

## Filmographie

### Cinéma

#### Années 2000
- 2002 : Confession of an Ugly Stepsister (en) (TV), de Gavin Millar : Casper
- 2003 : Al sur de Granada, de Fernando Colomo : Gerald Brenan
- 2004 : Esprit libre (Chasing Liberty), d'Andy Cadiff : Ben Calder
- 2005 : Match Point de Woody Allen : Tom Hewitt
- 2005 : Imagine Me & You, d'Ol Parker : Heck
- 2006 : L'Élève de Beethoven (Copying Beethoven) de Agnieszka Holland : Martin Bauer
- 2007 : The Lookout, de Scott Frank : Gary
- 2008 : Retour à Brideshead (Brideshead Revisited) de Julian Jarrold : Charles Ryder
- 2009 : Watchmen : Les Gardiens (Watchmen), de Zack Snyder : Adrian Veidt/Ozymandias

#### Années 2010
- 2010 : A Single Man, de Tom Ford : Jim
- 2010 : Donne-moi ta main (Leap Year), d'Anand Tucker : Declan O'Callaghan
- 2010 : Cemetery Junction, de Ricky Gervais et Stephen Merchant : Mike Ramsay
- 2011 : Burning Man, de Jonathan Teplitzky : Tom
- 2013 : Belle de Amma Asante : John Lindsay
- 2013 : Stoker de Park Chan-wook : Charlie Stoker
- 2014 : Imitation Game de Morten Tyldum : Hugh Alexander
- 2015 : Renaissances (Self/less) de Tarsem Singh : Albright
- 2016 : Pressure de Ron Scalpello : Mitchel
- 2016 : Alliés de Robert Zemeckis : Guy Sangster
- 2017 : À l'heure des souvenirs (The Sense of an Ending) de Ritesh Batra : Joe Hunt
- 2018 : Le Cercle littéraire de Guernesey (The Guernsey Literary and Potato Peel Pie Society) de Mike Newell : Sidney Stark
- 2019 : Downton Abbey de Michael Engler : Henry Talbot
- 2019 : Official Secrets de Gavin Hood : Peter Beaumont

#### Années 2020
- 2020 : Quatre Enfants et moi (Four Kids and It) de Andy Emmony : David
- 2020 : The Duke de Roger Michell : Jeremy Hutchinson
- 2021 : The King's Man : Première Mission (The King's Man) de Matthew Vaughn : Morton
- 2021 : Joyeuse Fin du monde (Silent Night) de Camille Griffin : Simon
- 2022 : Medieval de Petr Jakl : King Sigismund
- 2023 : Freud, la dernière confession (Freud's Last Session) de Matthew Brown : C. S. Lewis
- 2024 : Abigail de Matt Bettinelli-Olpin et Tyler Gillett : Père de Abigail
- 2025 : Downton Abbey 3 de Simon Curtis : Henry Talbot

### Télévision
- 2003 : Bounty Hamster (série) : Various
- 2003 : Meurtres à l'anglaise (The Inspector Lynley Mysteries) (série) : Peter Lynley (#1 épisode)
- 2004 : He Knew He Was Right (mini-série), de Tom Vaughan : Brooke Burgess
- 2005 : Miss Marple : Un meurtre sera commis le... (Marple: A Murder Is Announced), de John Strickland : Patrick Simmons
- 2005 : Jours tranquilles à Corfou (My Family and Other Animals), de Sheree Folkson : Larry Durrell
- 2013 : La mort s'invite à Pemberley (mini-série de la BBC) : George Wickham
- 2013 : Dancing on the Edge (mini-série de la BBC) : Stanley Mitchell
- 2014-2015 : The Good Wife produit par Ridley Scott : Finn Polmar
- 2014-2015: Downton Abbey : Henry Talbot
- 2016 : Racines : William Waller
- 2017 : The Crown : Antony Armstrong-Jones
- 2018-2022 : A Discovery of Witches : Matthew de Clairmont
- 2018 : Témoin indésirable (Ordeal by innocence) (mini-série) : Philip Durrant
- 2022 : The Offer (mini-série) : Robert Evans
- 2025 : Les Dossiers oubliés (Department Q) (série TV 9 épisodes) de Scott Frank et Chandni Lakhani : Carl Morck

## Voix françaises
| - Jean-Christophe Dollé dans : - Donne-moi ta main - Imitation Game - Renaissances - Alliés - Le Cercle littéraire de Guernesey - The Offer (mini-série) - Franck Monsigny dans : - The Good Wife (série télévisée) - Downton Abbey (série télévisée) - The Crown (série télévisée) - Downton Abbey - Abigail - Alexis Victor dans : - A Single Man - Stoker - Témoin indésirable (mini-série) | - Bertrand Nadler dans : - Birdsong (téléfilm) - Racines (série télévisée) Et aussi - Philippe Bozo dans Esprit libre - David Geselson dans Match Point - Fabien Jacquelin dans The Lookout - Axel Kiener dans Watchmen : Les Gardiens - Pierre Lognay (Belgique) dans Belle - Alexandre Crépet (Belgique) dans Dancing on the Edge (série télévisée) - David Manet (Belgique) dans A Discovery of Witches (série télévisée) - Valentin Merlet dans The King's Man : Première Mission - Michelangelo Marchese (Belgique) dans Silent Night |